# Svrljiški Timok
Der Svrljiški Timok ist ein Flüsschen, das ein Tributär zweiten Grades des Timok ist. Es ist nach der Kleinstadt Svrljig benannt, welche es im Unterlauf durchquert. In Knjaževac unterquert es die Regionalstraße 217 und vereinigt sich sodann nördlich mit dem Trgoviški Timok, der nach der Kleinstadt Trgovište benannt ist. Bei der Vereinigung müssen beide «ihren Namen büßen»: Der resultierende Beli Timok fließt dann über den Timok im Flusssystem Donau ins Schwarze Meer ab.
Die Bahnstrecke Crveni Krst–Prahovo Pristanište verläuft ab Svrljig bis zur Vereinigung in Knjaževac im Tal des Svrljišk Timok und quert das Fließgewässer dabei zwanzig Mal.

## Nebenflüsse
Linksseitig: Turija, Prazačka reka, Kalnicka reka, Bela reka,  Dolčina reka, Rakinak reka, Glogovačka reka, Grazinska reka
Rechts: Izvorska, Rgoški reka